# Kris Trajanovski
Kris Trajanovski (Geelong, Australia, 19 de febrero de 1972) es un exfutbolista y entrenador de fútbol de Australia que jugaba en la posición de delantero.

## Carrera

### Club
| Periodo   | Club                    |
| --------- | ----------------------- |
| 1990-1992 | Preston Makedonia       |
| 1992      | Rockdale Ilinden        |
| 1993-1994 | Sydney Olympic          |
| 1994      | Happy Valley AA         |
| 1994-1995 | South China AA          |
| 1995-1997 | Sydney Olympic          |
| 1997-1998 | Adelaide City FC        |
| 1998-2001 | Marconi FC              |
| 2001-2003 | Brisbane Strikers       |
| 2003      | Tanjong Pagar United FC |
| 2003-2004 | Melbourne Knights       |
| 2004      | Whittlesea Stallions    |
| 2005-2008 | White City Woodville    |
| 2009      | Seaford Rangers         |
| 2010-2012 | Adelaide Cobras         |

### Selección nacional
A nivel de selecciones menores Trajanovski jugó para Australia en la Copa Mundial de Fútbol Juvenil de 1991 en Portugal donde jugó en cuatro partidos.
En 1996 Trajanovski jugó para Indonesia en un partido amistoso ante el Sampdoria en Yakarta, por lo que no contó como un partido oficial FIFA.
Trajanovski debutó con Australia en 1996 ante Kenia en un partido amistoso en Pretoria. Participó en la Copa de las Naciones de la OFC 1996 donde fue campeón y goleador del torneo.
| N.º | Fecha                    | Sede                               | Rival      | Marcador | Resultado | Torneo                              | Ref.  |
| --- | ------------------------ | ---------------------------------- | ---------- | -------- | --------- | ----------------------------------- | ----- |
| 1   | 26 de octubre de 1996    | Stade Pater, Papeete, Tahití       | Tahití     | 3–0      | 6–0       | Copa de las Naciones de la OFC 1996 | [ 6 ] |
| 2   | 26 de octubre de 1996    | Stade Pater, Papeete, Tahití       | Tahití     | 4–0      | 6–0       | Copa de las Naciones de la OFC 1996 | [ 6 ] |
| 3   | 26 de octubre de 1996    | Stade Pater, Papeete, Tahití       | Tahití     | 5–0      | 6–0       | Copa de las Naciones de la OFC 1996 | [ 6 ] |
| 4   | 26 de octubre de 1996    | Stade Pater, Papeete, Tahití       | Tahití     | 6–0      | 6–0       | Copa de las Naciones de la OFC 1996 | [ 6 ] |
| 5   | 1 de noviembre de 1996   | Bruce Stadium, Canberra, Australia | Tahití     | 2–0      | 5–0       | Copa de las Naciones de la OFC 1996 | [ 7 ] |
| 6   | 1 de noviembre de 1996   | Bruce Stadium, Canberra, Australia | Tahití     | 4–0      | 5–0       | Copa de las Naciones de la OFC 1996 | [ 7 ] |
| 7   | 1 de noviembre de 1996   | Bruce Stadium, Canberra, Australia | Tahití     | 5–0      | 5–0       | Copa de las Naciones de la OFC 1996 | [ 7 ] |
| 8   | 28 de septiembre de 1998 | Lang Park, Brisbane, Australia     | Islas Cook | 9–0      | 16–0      | Copa de las Naciones de la OFC 1998 | [ 8 ] |
| 9   | 28 de septiembre de 1998 | Lang Park, Brisbane, Australia     | Islas Cook | 12–0     | 16–0      | Copa de las Naciones de la OFC 1998 | [ 8 ] |
| 10  | 28 de septiembre de 1998 | Lang Park, Brisbane, Australia     | Islas Cook | 13–0     | 16–0      | Copa de las Naciones de la OFC 1998 | [ 8 ] |
| 11  | 28 de septiembre de 1998 | Lang Park, Brisbane, Australia     | Islas Cook | 15–0     | 16–0      | Copa de las Naciones de la OFC 1998 | [ 8 ] |

### Entrenador
| Periodo   | Club                                 |
| --------- | ------------------------------------ |
| 2011-2012 | Adelaide Cobras (jugador-entrenador) |

## Logros

### Club
- OFC Nations Cup: 1996

### Individual
- Goleador de la Copa de las Naciones de la OFC 1996 (7 goles).